# 우치바야시 히로타카
우치바야시 히로타카(일본어: 内林 広高, 1983년 6월 27일 ~ )는 일본의 전 축구 선수이다.

## 구단 경력
과거 감바 오사카, 방포레 고후에서 활동하였다.